# Jan Nowak (żużlowiec)
Jan Nowak (ur. 5 kwietnia 1955 w Rybniku) – polski żużlowiec.
Sport żużlowy uprawiał w latach 1975–1985 w klubie ROW Rybnik. Srebrny medalista drużynowych mistrzostw Polski (1980). Finalista mistrzostw Polski par klubowych (Toruń 1984 – VII miejsce). Finalista turnieju o "Brązowy Kask" (1976 – XV miejsce). Finalista turnieju o "Srebrny Kask" (1978 – IX miejsce). Finalista turnieju o "Złoty Kask" (1984 – XI miejsce). Zdobywca II miejsca w memoriale im. Jana Ciszewskiego (Rybnik 1984).